# Brucheinschnürung
Beim Zugversuch tritt nach dem Erreichen der Zugfestigkeit {\displaystyle R_{m}} bei duktilen Werkstoffen eine örtliche Einschnürung auf, in deren Bereich dann auch der Bruch erfolgt.
Die dabei auftretende größte relative Querschnittsänderung geht über die der Gleichmaßdehnung hinaus und wird als Brucheinschnürung {\displaystyle Z} bezeichnet; sie ist ein Maß für die Duktilität des Werkstoffes:
{\displaystyle {\begin{aligned}Z&={\frac {\Delta S}{S_{0}}}\cdot 100\,\%\\&={\frac {S_{0}-S_{u}}{S_{0}}}\cdot 100\,\%\\&=\left(1-{\frac {S_{u}}{S_{0}}}\right)\cdot 100\,\%\end{aligned}}}
mit
- der Ausgangsquerschnittsfläche {\displaystyle S_{0}} des unbelasteten Probestabes
- der kleinsten Querschnittsfläche {\displaystyle S_{u}} des gebrochenen Stabes, sprich die Restquerschnittsfläche an der eingeschnürten Stelle.

Verlauf der Einschnürung einer Probe im Zugversuch bis zum duktilen Bruch
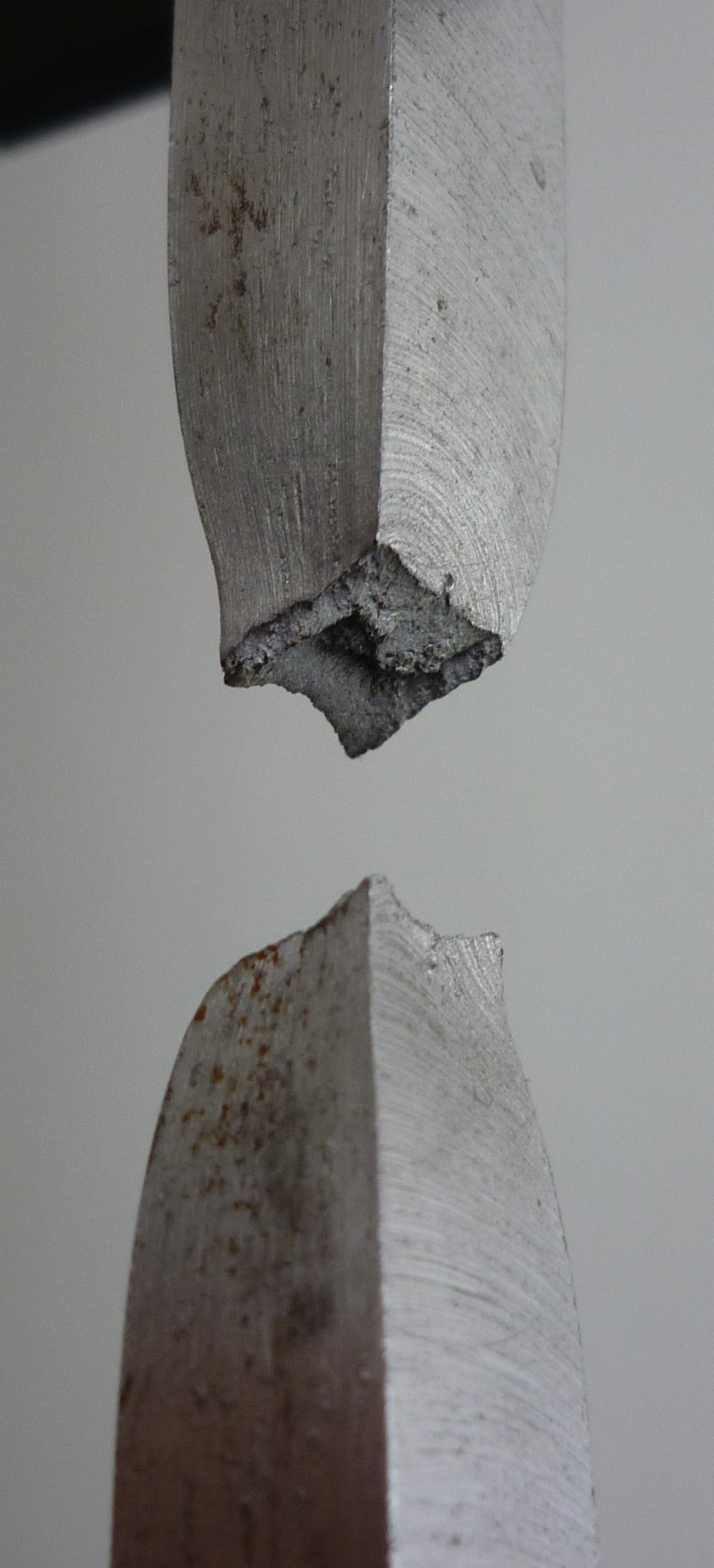
Foto einer duktil gebrochenen Zugprobe
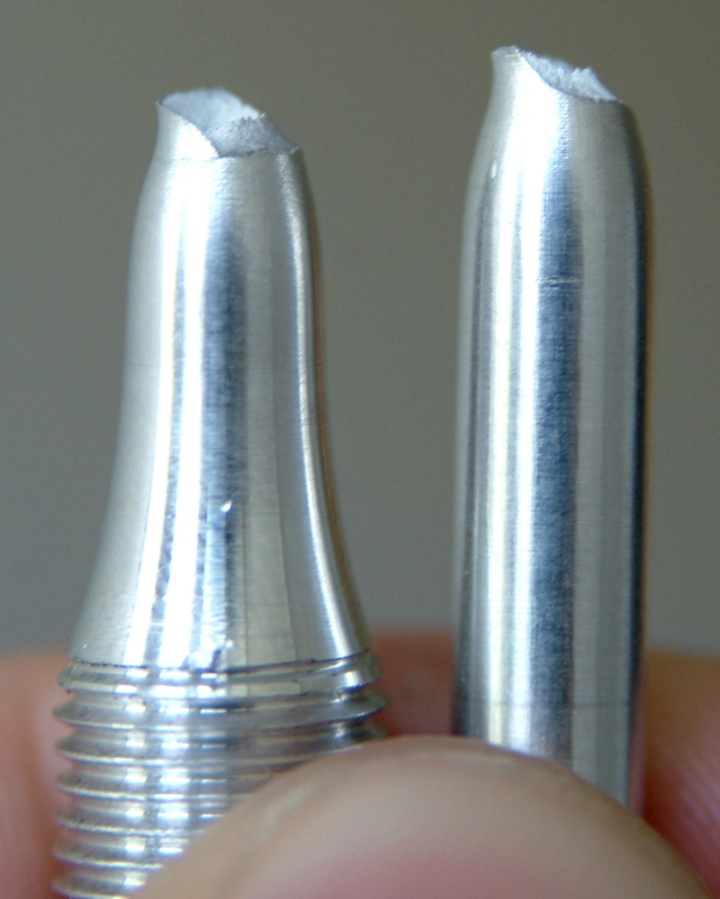
Endansicht einer Rundprobe (AlMgSi-Legierung) nach duktilem Bruch